# Teucholabis molesta
Teucholabis molesta är en tvåvingeart som beskrevs av Osten Sacken 1886. Teucholabis molesta ingår i släktet Teucholabis och familjen småharkrankar. Inga underarter finns listade i Catalogue of Life.